# Serbia en los Juegos Paralímpicos de París 2024
Serbia estuvo representada en los Juegos Paralímpicos de París 2024 por un total de veintidós deportistas, quince hombres y siete mujeres.

## Medallistas
El equipo paralímpico serbio obtuvo las siguientes medallas:
| Nombre                     | Deporte       | Evento                                   |
| -------------------------- | ------------- | ---------------------------------------- |
| Oro                        |               |                                          |
| Dragan Ristić              | Tiro          | Rifle en posición tendida 50 m SH2 mixto |
| Plata                      |               |                                          |
| Nebojša Đurić              | Atletismo     | Peso F55 masculino                       |
| Borislava Perić            | Tenis de mesa | Individual WS4 femenino                  |
| Nada Matić Borislava Perić | Tenis de mesa | Dobles WD10 femenino                     |
| Bronce                     |               |                                          |
| Željko Dimitrijević        | Atletismo     | Maza F51 masculino                       |
| Mitar Palikuća             | Tenis de mesa | Individual MS5 masculino                 |